# Zygmunt Cholewiński
Zygmunt Józef Cholewiński (ur. 6 kwietnia 1962 w Pysznicy) – polski polityk, samorządowiec, od 2006 do 2010 marszałek województwa podkarpackiego, następnie do 2013 wicemarszałek województwa.

## Życiorys
Ukończył studia w Wyższej Szkole Zarządzania w Rzeszowie. Działał jako długoletni prezes zarządu oddziału powiatowego OSP w Stalowej Woli.
Od 1990 do 1998 był radnym Pysznicy, następnie do 2002 z ramienia Akcji Wyborczej Solidarność zasiadał w sejmiku podkarpackim I kadencji. W latach 1992–2006 zajmował stanowisko wójta Pysznicy. Ponownie radnym sejmiku został po wyborach samorządowych w 2006 (z ramienia Prawa i Sprawiedliwości), wybrano go wówczas także na marszałka województwa. W październiku 2010 wystąpił z PiS. W wyborach samorządowych w następnym miesiącu uzyskał reelekcję do sejmiku, otwierając listę Platformy Obywatelskiej. 30 listopada 2010 powołany na wicemarszałka województwa. W wyborach parlamentarnych w 2011 był kandydatem PO do Senatu. W wyborach do Parlamentu Europejskiego w 2014 startował z listy PO w okręgu nr 9 w Rzeszowie i nie uzyskał mandatu eurodeputowanego, zdobywając 3358 głosów. W tym samym roku został wybrany do rady powiatu stalowowolskiego. W 2018 powrócił do rady gminnej Pysznicy, a w 2024 bez powodzenia ubiegał się o urząd wójta tej gminy.

## Odznaczenia
- Krzyż Kawalerski Orderu Odrodzenia Polski – 2009[9]
- Brązowy Krzyż Zasługi – 2007[10]
- Złoty Medal za Zasługi dla Policji – 2010[11]
- Krzyż Oficerski Orderu Zasługi – Węgry, 2009[12]